# Litsea wrayi
Litsea wrayi är en lagerväxtart som beskrevs av James Sykes Gamble. Litsea wrayi ingår i släktet Litsea och familjen lagerväxter. Inga underarter finns listade i Catalogue of Life.